# Trat
Trat (Thai: ตราด, früher auch Ban Bang Phra) ist eine Stadt (เทศบาลเมืองตราด) in der thailändischen Provinz Trat. Sie ist die Hauptstadt des Landkreises (Amphoe) Mueang Trat und der Provinz Trat.
Man vermutet, dass der Name Trat von Krat stammt. Trat war in der Ayutthaya-Periode von Krat, einem Baum der zur Herstellung von Besen verwendet wird, umgeben.

## Geographie
Die Provinz Trat liegt im östlichen Teil der Zentralregion von Thailand, im äußersten Südosten Thailands in der Nähe der Grenze zu Kambodscha. Die Stadt ist etwas mehr als 300 km von der Hauptstadt Bangkok entfernt. 

## Wirtschaft und Bedeutung
Trat ist – begünstigt durch die Nähe zur kambodschanischen Grenze –  als Handelsstadt von einiger Bedeutung. Die Gegend um Trat ist reich an Edelsteinminen, deren Ausbeute (Rubine und Saphire) gleich im Ort verarbeitet wird. Auch der Obstbau ist bedeutend: Durian, Rambutan und Mangostanfrüchte sind die Hauptprodukte.  
Touristisch interessant ist Trat eher als Ausgangspunkt zu den großen Inseln Ko Chang und Ko Mak.
Die Stadt Trat hat 10.207 Einwohner. (Stand 2012)

## Verkehr
Die Stadt verfügt über einen Flughafen (IATA-Flughafencode: TDX, ICAO-Code: VTBO). Mit dem Auto erreicht man Trat über die Thanon Sukhumvit Thai Route 3.

## Geschichte
Trat war bereits im Königreich Ayutthaya ein wichtiger Seehafen.

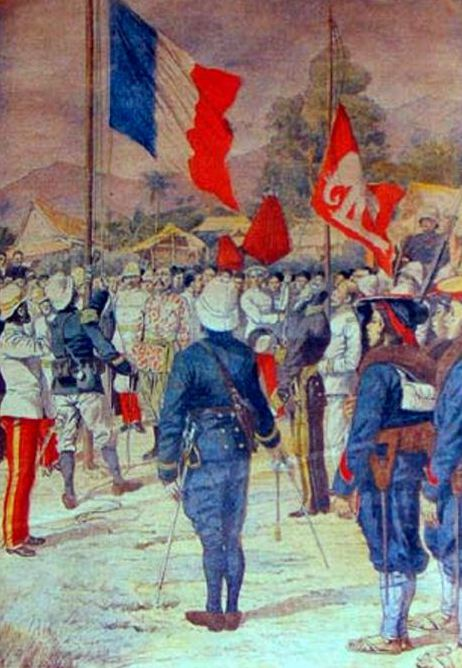
Besetzung von Trat 1904 von französischen Truppen

Unter dem siamesischen König Chulalongkorn (Rama V.) waren Trat und die Provinz Chanthaburi kurzzeitig von den Franzosen besetzt. In einem komplizierten Gebietsaustausch wurde Trat (und Chanthaburi) am 23. März 1906 zurückgegeben, allerdings verzichtete Siam auf die Gegend um Siem Reap und Sisophon im heutigen Kambodscha.

## Sehenswürdigkeiten
- Wat Chai Mongkol – im Stadtzentrum gelegener buddhistischer Tempel (Wat) mit sehr schön bewachsenen Chedis.

## Persönlichkeiten
- Wisut Milan Jultanu (* 2003), deutsch-thailändischer Fußballspieler